# Озеро «Карпилівське»
О́зеро «Карпи́лівське» — гідрологічна пам'ятка природи місцевого значення в Україні. Розташована в межах Клесівської селищної громади Сарненського району Рівненської області, на північ від села Карпилівка.
Площа 0,6 га. Статус присвоєно згідно з рішенням облради № 213 від 13.10.1993 року. Перебуває у віданні ДП «Сарненський лісгосп» (Карпилівське л-во, кв. 82, вид. 1).